# جوزيه تولينتينو دي ميندونسا
جوزيه تولينتينو كالاكا دي ميندونسا (بالبرتغالية: José Tolentino Calaça de Mendonça؛ ولد في 15 ديسمبر 1965) هو كاردينال كاثوليكي، ولاهوتي، وكاتب، وشاعر برتغالي. يُعد أحد أبرز الأصوات الأدبية والفكرية في البرتغال المعاصرة، وله تأثير كبير في الحوار بين المسيحية والثقافة الحديثة.

## الحياة والتعليم
وُلد جوزيه تولينتينو كالاكا دي ميندونسا في فونشال بجزيرة ماديرا في البرتغال. درس اللاهوت في الجامعة الكاثوليكية البرتغالية، وحصل منها على إجازة في اللاهوت عام 1989. واصل دراسته في المعهد البابوي للكتاب المقدس في روما، حيث حصل على إجازة في العلوم الكتابية عام 1992. في عام 2004، نال الدكتوراه في اللاهوت الكتابي من الجامعة الكاثوليكية البرتغالية.

## الحياة الكنسية
سيم كاهنًا في 28 يوليو 1990. شغل عدة مناصب أكاديمية وكنسية، منها التدريس في المعاهد اللاهوتية والعمل في الأبرشية الأم. في يونيو 2018، عُين رئيس أساقفة فخري، وفي يوليو من نفس العام نال السيامة الأسقفية. في أكتوبر 2019، عينه البابا فرنسيس كاردينالًا.
في سبتمبر 2022، عُين ميندونسا عميدًا دائرة الثقافة والتربية في الفاتيكان، وهو أحد أهم المناصب الكنسية في إدارة شؤون الثقافة والتربية الكاثوليكية عالميًا. كما شغل سابقًا منصب أمين أرشيف ومكتبة الفاتيكان.

## الإنتاج الأدبي والفكري
يُعتبر ميندونسا من أبرز المفكرين الكاثوليك في أوروبا اليوم، وله العديد من المؤلفات في الشعر، والمقالات، والكتابات الروحية. تركز أعماله على الحوار بين الإيمان المسيحي والثقافة المعاصرة، كما تناول موضوعات مثل الروحانية، والذاكرة، والبحث عن المعنى في الحياة اليومية. تُرجمت كتبه إلى لغات عديدة، ونال عنها جوائز أدبية مرموقة في البرتغال وخارجها.

## الجوائز والتكريمات
- وسام الأمير هنري من رتبة قائد
- وسام القديس يعقوب للسيف من رتبة قائد
- جائزة بيسوا (Pessoa Prize) عام 2023
- شخصية العام في البرتغال 2019